# Stefan Pischinger
Stefan Pischinger (* 21. Mai 1961 in Graz, Österreich) ist ein österreichischer Maschinenbauer.

## Leben
Stefan Pischinger ist ein Sohn von Franz Pischinger, dem Gründer der FEV GmbH in Aachen, einem Dienstleistungsunternehmen, das sich mit der Entwicklung von Verbrennungsmotoren im Auftrag der Automobil- und Motorenindustrie beschäftigt. Er ist Maschinenbau-Ingenieur und Professor an der RWTH Aachen.
Pischinger absolvierte von 1979 bis 1985 ein Studium an der RWTH Aachen, Fachrichtung Maschinenbau. Von 1985 bis 1989 war er wissenschaftlicher Assistent am Sloan Automotive Laboratory des MIT und promovierte dort auch (Ph.D.). Bis 1997 arbeitete er dann in verschiedenen Positionen bei Daimler-Benz, zuletzt als Leiter des Bereichs Versuch Dieselmotoren in der Vorentwicklung.
Im Jahr 1998 übernahm er die Professur seines Vaters und ist seitdem Direktor des Institutes für Thermodynamik der RWTH Aachen University und Leiter des Lehrstuhls für Thermodynamik mobiler Energiewandlungssysteme (TME) sowie Mitglied der Geschäftsführung der FEV.
Seit 2003 ist er Vorsitzender der Geschäftsführung der FEV.
Seit 2010 ist Pischinger ordentliches Mitglied der Nordrhein-Westfälischen Akademie der Wissenschaften und der Künste.